# Hoogovenstoernooi 1984
Het Hoogovenstoernooi 1984 was een schaaktoernooi dat plaatsvond in het Nederlandse Wijk aan Zee. Het werd gewonnen door Viktor Kortsjnoj en Oleksandr Beljavsky.

## Eindstand
| Nr.   | Speler               | Punten |
| ----- | -------------------- | ------ |
| Goud  | Viktor Kortsjnoj     | 10     |
| Goud  | Oleksandr Beljavsky  | 10     |
| Brons | Predrag Nikolić      | 7½     |
| 4     | Ulf Andersson        | 7      |
| 5     | Robert Hübner        | 6½     |
| 5     | Anthony Miles        | 6½     |
| 5     | John van der Wiel    | 6½     |
| 5     | Vladimir Toekmakov   | 6½     |
| 5     | András Adorján       | 6½     |
| 10    | Gennadi Sosonko      | 6      |
| 11    | Hans Ree             | 5½     |
| 12    | Eugenio Torre        | 5      |
| 13    | Gert Ligterink       | 4      |
| 14    | Paul van der Sterren | 3½     |